# デザート・フラワー
『デザート・フラワー』（Desert Flower）は2009年のドイツ・オーストリア・フランスの伝記映画。
監督はシェリー・ホーマン、出演はリヤ・ケベデとサリー・ホーキンスなど。
ソマリア出身のモデル、ワリス・ディリーの自伝『砂漠の女ディリー』を原作としている。
2009年9月に開催された第66回ヴェネツィア国際映画祭で初上映された。

## ストーリー
ストーリーの大まかな流れは事実通りだが、舞台設定や時間経過は曖昧である。実際には1980年代から1990年代にかけての物語であるにもかかわらず、その当時に存在しないノートパソコン（AppleのMacBook黒）が登場するなど、舞台を現代に変更しているような描写がある一方で、ソマリア内戦（1988年 - ）勃発のエピソードが描かれている。また内戦勃発当時、既にワリスは一流モデルとして活躍していたにもかかわらず、映画では内戦勃発の影響でメイドとしての仕事を辞めざるを得なくなったという設定になっている。

## キャスト
- ワリス・ディリー: リヤ・ケベデ - ソマリアの遊牧民出身でロンドンにやってきた女性。
- マリリン: サリー・ホーキンス - ワリスの親友になるダンサー志望の女性。
- ニール・フェアラム: クレイグ・パーキンソン（英語版） - 下宿屋の雑用係。
- プシュパ・パテル: ミーラ・サイアル（英語版） - 下宿屋の女主人。
- ハロルド・ジャクソン: アンソニー・マッキー - ワリスが恋心を抱いた男性。
- ルシンダ: ジュリエット・スティーヴンソン（英語版） - モデルエージェント。
- テリー・ドナルドソン: ティモシー・スポール - 有名ファッション写真家。実在のファッション写真家テレンス・ドノヴァン（英語版）がモデル。

## 作品の評価
Rotten Tomatoesによれば、18件の評論のうち、50%にあたる9件が高く評価しており、平均して10点満点中6.18点を得ている。
Metacriticによれば、7件の評論のうち、高評価は1件、賛否混在は6件、低評価はなく、平均して100点満点中54点を得ている。